# 지위로서의 막대기와 지팡이

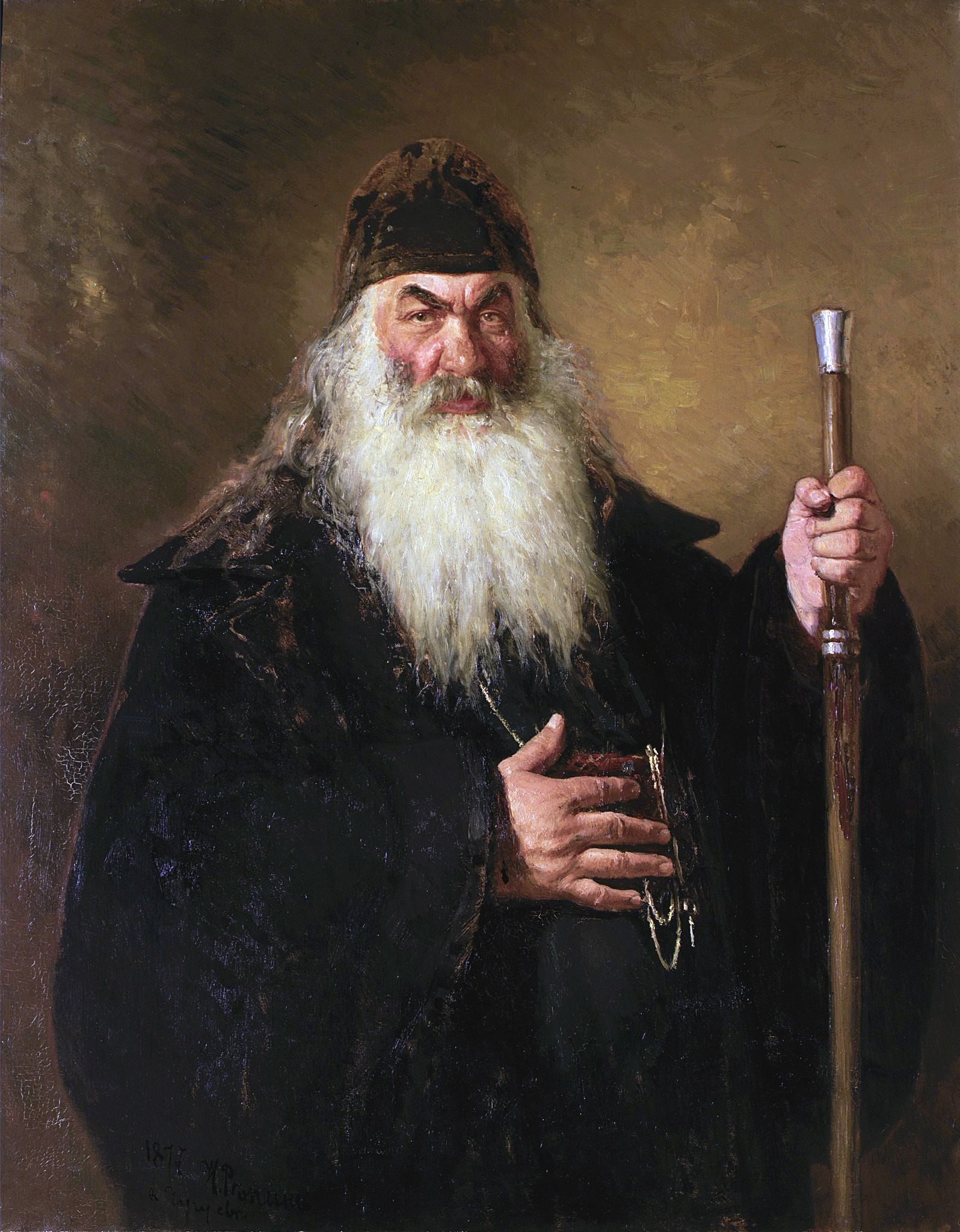
지팡이로 자기의 지위를 표현하는 그리스 정교회의 사제.

지팡이나 막대는 한 사람의 사회나 집단에서 높은 지위를 나타내는 개인용 물품으로 사용한다. 하지만 지팡이나 막대는 현대에서 이런 종교적인 그리고 의례적인 용도를 제외한 자기를 꾸미는 용도로 드물게 쓰인다. 금 또는 은으로 장식한 지팡이는 자기자신의 사회적인 지위를 또는 댄디즘을 즐기는 사람이라고 표현할 수 있다. 학교의 교사와 교장은 학생에게 매질하는 기회를 줄 수 있는 평범한 지팡이를 휴대하였다. 그리고 군대의 장교는 군인에게 체벌을 할 수 있는 단장을 휴대한다. 관현악단의 지휘자가 사용하는 지휘봉도 그의 권위를 대표하는 상징으로 간주한다.

## 종교적인 사용
교회에서 간사는 자기의 역할을 표시하는 봉을 휴대하며 주교들은 주교 지팡이 또는 한쪽 끝이 갈고리 모양인 지팡이를 휴대한다.
동방 정교회과 일부의 오리엔탈 정교회에서 주교, 대수도사제, 그리고 헤구멘은 종교적인 상징성이 있는 지팡이를 외출용으로 쓴다. 이런 지팡이는 구부러지는 손잡이 부분 대신에 주로 어두운 목재로 만들었고 곧게 세웠다. 주교와 대수도사제가 휴대하는 지팡이는 보통 윗부분이 은으로 장식하였으며 꼭대기는 쇠로 만든 물미가 있다. 수녀원장과 같은 수도원의 우두머리들은 보통 목재로 만드는 평범한 지팡이를 쓴다.

## 같이 보기
- 직장
- 캐나다 의회의 상원흑장수위관 (의례적으로 검은색 막대를 소유)
- 백장
- 정리, 몇몇의 영어 문화권 국가에 있는 사법 관리며 작은 방망이를 뜻하는 Tipstaff에서 유래